# Maigret klade past (film, 1958)
Maigret klade past (Maigret tend un piège) je francouzsko-italský hraný film z roku 1958, který natočil Jean Delannoy podle stejnojmenného románu Georgese Simenona. Komisař Maigret vyšetřuje sérii vražd čtyř žen. Francouzský herec Jean Gabin v tomto filmu hrál komisaře poprvé.

## Děj
V pařížské čtvrti Marais došlo k vraždě mladé ženy, která je už čtvrtou v pořadí. Vyšetřování vede komisař Maigret, který kvůli tomu odloží i letní dovolenou, na kterou se chystal se svou ženou. Vydává se ihned na místo činu do ulice Rue des Rosiers. Vraha sice zahlédla policejní hlídka, ale při pronásledování jim zmizel v ulici Rue de Turenne. Podezřelý je řezník ze zdejšího řeznictví, neboť žena byla zabita řeznickým nožem. Komisař dá do novin falešnou zprávu, že vrah byl chycen a proběhne rekonstrukce na místě činu. Předpokládá, že vrah se přijde podívat. Inspektor Lagrume si všimne jedné podezřelé ženy mezi přihlížejícími a sleduje ji až do jejího bytu. Je to manželka architekta Marcela Maurina. Maigret oba vyslechne. Zjistí, že architektova matka Adèle bydlí v ulici Rue de Turenne. Komisař se rozhodne nalíčit past a několik žen od policie slouží jako volavky. Jedna z žen je přepadena a vrahovi utrhne knoflík. Vrah opět unikne a ztratí se v ulici Rue de Turenne. Maigret jde do bytu architekta, kde je už policie, neboť byt byl vykraden. Zmizel pouze oblek. Maigret předvolá oba manžele a postupně je vyslýchá. Zjistí, že loupež byla fingovaná a provedl ji manželčin milenec. Poté vyslýchá architekta, aby se přiznal, ale ten zapírá. Mezitím dostane zprávu, že ve čtvrti právě došlo k další vraždě. Architekt je propuštěn. Maigret předvolá manželku a matku architekta a při výslechu se manželka přizná, že poslední vraždu spáchala ona, aby zachránila svého manžela. Ten vraždil z důvodu, že byl impotentní. Maigret chytí Marcela Maurina druhý den ráno, právě když se pokusí zabít další ženu.

## Obsazení
| Jean Gabin        | komisař Maigret          |
| Annie Girardotová | Yvonne Maurinová         |
| Jean Desailly     | Marcel Maurin, architekt |
| Olivier Hussenot  | inspektor Lagrume        |
| Lucienne Bogaert  | Adèle Maurinová          |
| André Valmy       | inspektor Lucas          |
| Lino Ventura      | inspektor Torrence       |
| Jeanne Boitel     | Louise Maigretová        |
| Alfred Adam       | řezník Barberot          |